# همه‌اش را بسوزان (ترانه)
«همه‌اش را بسوزان» (به انگلیسی: Burn it Down)اولین تک‌آهنگ و سومین قطعهٔ آلبوم پنجم لینکین پارک یعنی چیزهای زنده، در ۱۶ آوریل ۲۰۱۲ در سبک الکترونیک راک و رپ راک منتشر شد. این قطعه با فروش ۱۵۰ هزار نسخه در آلمان، ۱۵ هزار نسخه در ایتالیا و ۱۰ هزار نسخه در سوئیس توانست سه گواهینامهٔ طلا بگیرد. همچنین این ترانه در چارت "ترانه‌های راک بریتانیا"، "بیلبورد ترانه‌های راک امریکا"، "بیلبورد ترانه‌های آلترنتیو امریکا" و "بیلبورد ترانه‌های هات مین‌استریم آمریکا" تا رتبهٔ #۱ پیش رفت. در سی‌دی این تک‌آهنگ همراه با "همه‌اش را بسوزان"، ورژن زندهٔ ترانه‌های جدایی نو، در پایان و آنچه من انجام داده‌ام هم قرار داشت.

## پیش زمینه
در ۲۸ مارس ۲۰۱۲ مایک شینودا این ترانه را به عنوان اولین تک‌آهنگ آلبوم موجودات زنده اعلام کرد و چستر بنینگتون هم در مصاحبه با "ام تی وی" در مورد ترانه گفت :" این آهنگ مثل یک ویترین است که می‌تواند تمام جوانب آلبوم جدید و کارهای قدیمی گروه را نمایان کند" و دلیل انتخاب این را برای اولین تک‌آهنگ، "پر انرژی بودن و ملودی الکترونیکی قوی ای که باعث جذاب شدن این ترانه شده بود" دانست اما مایک شینودا دلیل جذابیت این اثر را "چند پهلو بودن متن این ترانه" عنوان کرد. با ذکر یک مثال که می‌تواند به این معنی باشد :"آنچه ما در سبک پاپ انجام می‌دهیم، جایی که یک روزه شخصی را می‌سازیم تا ستارهٔ بعدی باشد و در پایان روز می‌توانیم او را نابود کنیم".
عنوان کاری این اثر "مدفون در دریا" (به انگلیسی: Buried at Sea)بود و همانطور که در LPTV (پشت صحنه) های متعدد نشان داده شد در فوریه ۲۰۱۲ ضبط و در آوریل همان سال منتشر شد.
به هر حال این جذابیت‌ها روی منتقدین هم اثر گذاشت و ترانه مورد تایید و تحسین بسیاری از آنها قرار گرفت.
در آوریل ۲۰۱۲ و قبل از انتشار ترانه، لینکین پارک تعدادی پازل در وبسایت خود قرار داد که کاربران با حل هر مرحله می‌توانستند قسمتی از ترانه را بشنوند. همینطور در ۲۴ می، بازی مسابقه‌ای "Linkin Park GP" مخصوص اپلیکیشن "iPad" منتشر شد که در آن بازیکنان در محیط بازی می‌توانستند ریمیکسی از ترانه را بسازند.

## اجرای زنده
لینکین پارک این ترانه را برای اولین بار در استودیوی تمرینی "Third Encore" در کالیفرنیا در ۱۶ می ۲۰۱۲ با حضور برندگان رادیو "KROQ" اجرا کرد.
این ترانه در مراسم "جوایز بیلبورد ۲۰۱۲" و "ام تی وی ژاپن ۲۰۱۲" توسط گروه اجرا شد.

## موزیک ویدئو

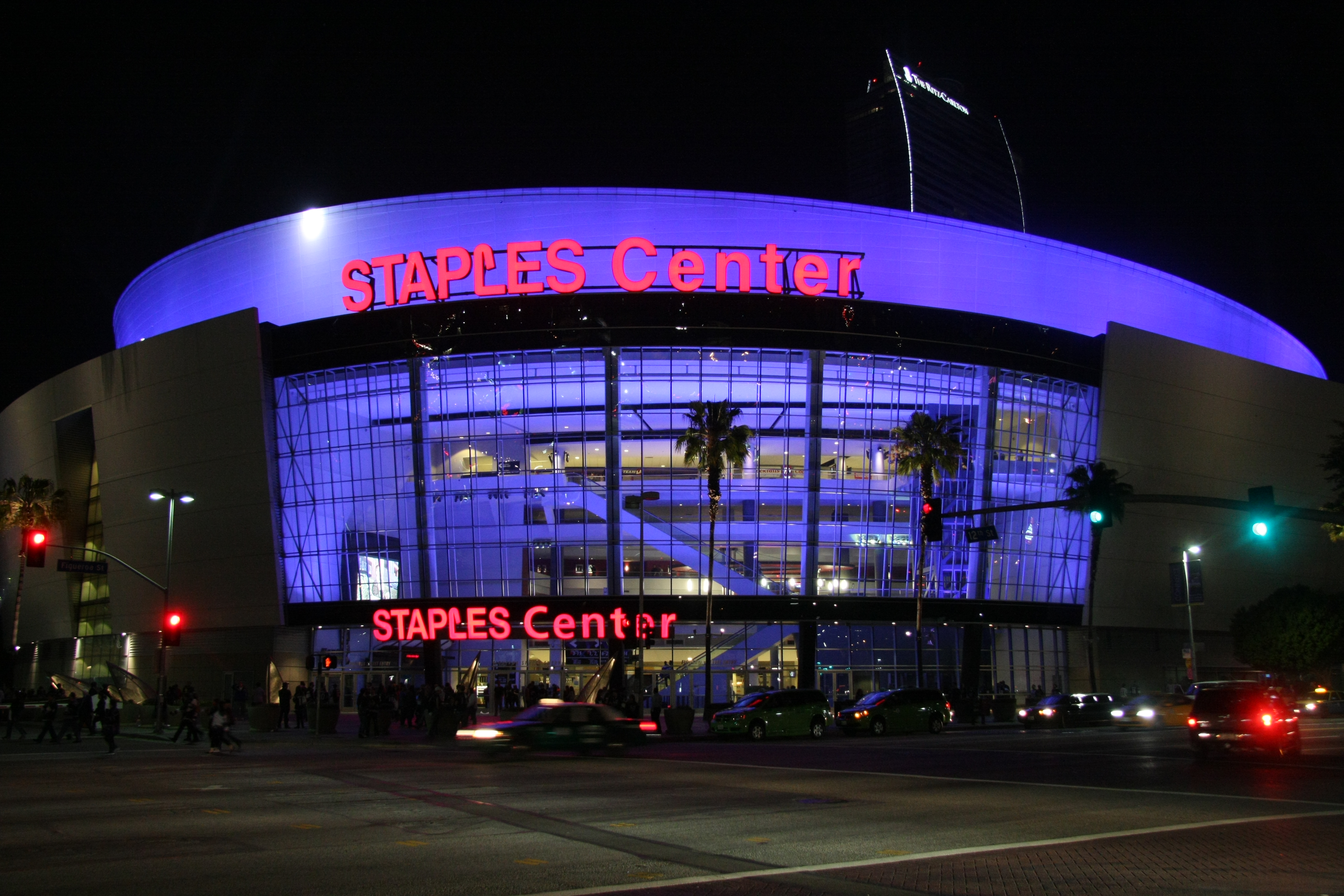
ویدئوی Burn It Down به کارگردانی جو هان

ویدئوی Burn It Down به کارگردانی جو هان که در ۲۱ می ۲۰۱۲ برای اولین بار در "ام تی وی" نمایش داده شد، شبیه یک اجرای زنده از گروه است با این تفاوت که فضای کار با استفاده از جلوه‌های ویژهٔ بسیار به صورت الکترونیکی و پر از کابل و سیم درآمده و اثرات برق گرفتگی را در چهرهٔ اعضا می‌بینیم. در پایان ویدئو هم اعضای گروه در آتش فرو می‌روند. چستر بنینگتون در مورد ساخت این ویدئو می‌گوید که هان همیشه اعضای گروه را تحت فشار قرار می‌دهد، اما خود چستر از همه بیشتر سختی می‌کشد. یک دفعه باید غرق شود، یک دفعه پودر باید به صورت او بپاشند (اشاره به ویدئو کاتالیست) و این دفعه هم که به شدت عرق می‌کرد.
در کل ویدئو نظرات خوبی را از منتقدین دریافت کرد. منتقد مجله "بیلبورد" گفت که ویدئو در عین سادگی، باشکوه و قابل توجه بود و نشان داد در حالی که گروه به سبک الکترونیک روی آورده‌اند اما هنوز رگه‌هایی از راک سرکش خود را حفظ کرده‌اند. منتقد "وی اچ وان" ویدئو را با انتظار تا فرجام مقایسه کرد. منتقد "ام تی وی" با اشاره به صحنه‌ای که گروه خود را به آتش می‌کشاند، لینکین پارک را در حال رسیدن به حد مطلق خواند. اما منتقد دیگر "ام تی وی" و «لودوایر» ویدئو را صنعتی، نا مفهوم و جلوه‌های ویژهٔ بیش از حد آن را فقط به خاطر پیش بردن کلیپ دانستند.
ترانه در برنامه‌های بسیاری به عنوان تم به کار رفت، ویدئو و همینطور ترانه برای تیزر مسابقهٔ فینال "NBA" سال ۲۰۱۲ استفاده شد و همینطور در "X-Games: Los Angeles" که در همین برنامه گروه به صورت زنده ترانه را هم اجرا کرد. در زمان انتشار ۲۱ میلیون بار در یوتیوب دیده شد. برای بهترین جلوه‌های ویژه و بهترین ویدئوی راک در جوایز ام تی وی ۲۰۱۲ نامزد شد ولی برنده جایزه‌ای نشد.
ویدئو هم مثل ترانه با انتشار خود، مسابقه‌ای را همراه آورد. لینکین پارک، برادران وارنر و "Genero" رقابتی را برای طرفداران ایجاد کردند که در آن هر کسی می‌توانست برای ترانه، ویدئو بسازد. برنده توسط خودشان انتخاب می‌شد و هم جایزهٔ ۵ هزار دلاری می‌گرفت و هم ویدئوی برنده در "ام تی وی" به صورت جهانی و فراگیر پخش می‌شد. در هفتم اوت برنده شخصی به نام "Jem Garrard" اعلام شد.

## رتبه در جدول
| جدول ۲۰۱۲                                   | رتبه در جدول |
| ------------------------------------------- | ------------ |
| استرالیا (ARIA)                             | 41           |
| اتریش (۴۰ برتر)                             | 10           |
| بلژیک (Ultratip Flanders)                   | 8            |
| بلژیک (Ultratop Wallonia)                   | 20           |
| کانادا (بیلبورد ۱۰۰ برتر)                   | 33           |
| کانادا: اکتیو راک (جدول آهنگ‌های امریکا)     | 13           |
| کانادا: آلترنیتیو راک (جدول آهنگ‌های امریکا) | 2            |
| دانمارک (Tracklisten)                       | 37           |
| فرانسه (SNEP)                               | 47           |
| آلمان (Media Control AG)                    | 2            |
| ایتالیا (FIMI)                              | 10           |
| ژاپن (بیلبورد ۱۰۰ برتر)                     | 7            |
| ایرلند (IRMA)                               | 43           |
| ترانه‌های دیجیتال لوکزامبورگ                 | 1            |
| مکزیک (بیلبورد ایرپلی)                      | 50           |
| نیوزیلند (RIANZ)                            | 13           |
| پرتغال (AFP)                                | 7            |
| روسیه (2M)                                  | 10           |
| اسپانیا (PROMUSICAE)                        | 43           |
| تک‌آهنگهای انگلستان                          | 27           |
| راک انگلستان                                | 1            |
| ۱۰۰ برتر بیلبورد آمریکا                     | 30           |
| بیلبورد آمریکا: پاپ                         | 30           |
| بیلبورد آمریکا: راک                         | 1            |
| بیلبورد آمریکا: آهنگ‌های آلترنیتیو           | 1            |
| بیلبورد آمریکا: برترین آهنگهای جریانی       | 1            |
| بیلبورد آمریکا:آهنگ‌های بالغ پاپ             | 24           |

## گواهینامه‌ها
| کشور    | گواهینامه (در آستانه فروش) |
| ------- | -------------------------- |
| سوئیس   | طلا                        |
| آلمان   | طلا                        |
| ایتالیا | طلا                        |